# Gallup, Inc.
A Gallup, Inc. (korábban: Gallup Organization )  az egyik vezető amerikai piac- és közvéleménykutató intézet, amelynek székhelye Washington D.C.-ben található.
Szervezet a világ mintegy harminc városában képviselteti magát. A vállalat négy részlegre oszlik: Gallup Poll, Gallup Consulting, Gallup University és Gallup Press. 1935 óta végez közvélemény-kutatásokat különböző amerikai és nemzetközi témákban. Az európai munkát a brüsszeli székhelyű Gallup Europe koordinálja.
Nem áll kapcsolatban a Gallup Internationallel.
Be is perelte azt a Gallup név jogosulatlan használata miatt.

## Etimológia
A nevét az alapítóról, George Gallupról kapta.

## Üzleti területek

### Gallup Poll
A Gallup Poll az intézet központi területe, amely elemzéseket és felméréseket gyűjt különböző nemzetközi témákról, 160 országban. A közvélemény-kutatók a politikai, gazdasági és társadalmi kérdésekkel foglalkoznak.

### Gallup Consulting
A Gallup Consulting célja, hogy tanácsot adjon a vállalatoknak az ügyfelek és a munkavállalók elégedettsége terén készített elemzések alapján.

### Gallup University
A Gallup Egyetem kurzusokat és továbbképzési lehetőségeket kínál magánszemélyek és vállalatok számára az üzleti élet területén.

### Gallup Press
A Gallup Press információkat gyűjt a sajtó és a vállalkozások számára. Az intézet rendszeresen ad ki könyveket, tanulmányokat és folyóiratokat, például a Gallup Management Journalt, amely havonta egyszer jelenik meg az interneten.